# Deepika Kumari
Deepika Kumari (Ranchi, 13 luglio 1994) è un'arciera indiana.

## Biografia
Deepika Kumari è nata a Ranchi. I suoi genitori vivono in un villaggio di Ratu Chati, a 15 km da Ranchi. Inizialmente è piuttosto difficile per i genitori sostenere finanziariamente la figlia nell'attività sportiva, per l'elevata incidenza sul bilancio familiare delle spese per l'acquisto delle attrezzature necessarie, ma Deepika si esercita ugualmente nel tiro, usando gli archi di bambù costruiti in casa. Il cugino di Deepika, Kumari Vidya, anche lui arciere, ha contribuito a sviluppare il suo talento.

## Carriera
Deepika ha fatto il suo primo passo avanti nel 2005, quando entrò nell'Arjun Archery Academy, istituita dalla Meera Munda, moglie del primo ministro dello Stato Shri, Arjun Munda, a Kharsawan. Ma la sua carriera come atleta professionista nel tiro con l'arco inizia nel 2006, quando entra a far parte della Tata Archery Academy di Jamshedpur. È qui che ha inizio la sua formazione con l'attrezzatura adeguata, e riceve 500 rupie come borsa di studio. Deepika torna a casa solo una volta per i primi tre anni, dopo aver vinto il titolo Cadet World Championship nel novembre 2009.